# ストロマ

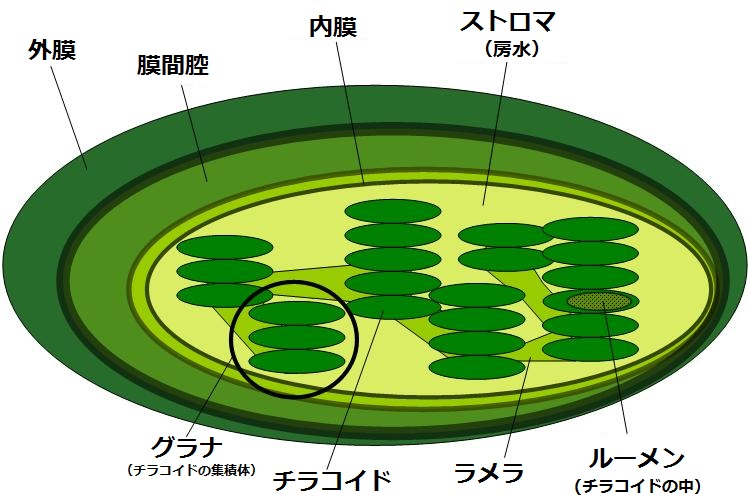
種子植物の葉緑体の構造 （外膜、内膜、ストロマ、チラコイド、グラナム（＝グラナの単数形）、ラメラ、ルーメン）

ストロマ(Stroma)とは、植物細胞内の葉緑体内でグラナを取り囲む無色の液体のことである。
チラコイドが重なったグラナにおいて光合成が開始し、ストロマ内で化学変化が完了する 。
光合成は、2段階で行われる。第1段階では、明反応で光エネルギーが捕捉され、それを用いてエネルギー貯蔵分子であるATPとNADPHが作られる。第2段階では、暗反応によりこれらの生成物を用いて二酸化炭素の捕捉と還元が行われる。
ストロマで起こるこれらの一連の生化学酸化還元反応は、総称してカルビン回路と呼ばれる。炭素固定、還元反応、リブロース-1,5-ビスリン酸再生の3段階からなる。
またストロマは、葉緑体DNAや葉緑体リボソームが存在する場所であり、そのため、葉緑体DNA複製や一部の葉緑体タンパク質の転写/翻訳もストロマで行われる。